# These Are the Good Times People
These Are The Good Times People è il sesto LP dei The Presidents of the United States of America, pubblicato l'11 marzo 2008. Questo è il loro primo album nel quale compare Andrew McKeag invece di Dave Dederer al guitbass.

## Tracce
1. Mixed Up S.O.B. – 3:05
2. Ladybug – 2:34
3. Sharpen Up Those Fangs – 3:05
4. More Bad Times– 2:59
5. French Girl – 3:04
6. Truckstop Butterfly – 2:04
7. Ghosts are Everywhere – 4:08
8. Loose Balloon – 2:45
9. Flame is Love – 2:39
10. So Lo So Hi – 2:18
11. Poor Turtle – 2:48
12. Rot in the Sun – 2:25
13. Warhead – 1:54
14. Deleter – 3:17
15. Rooftops in Spain * – 2:41
16. Scrappy Puppy * – 2:54
17. Truckstop on the Moon * - 4:14
18. What the Hell? * - 3:30

*: Tracce Bonus

## Formazione
- Chris Ballew - voce, basitar
- Andrew McKeag - guitbass
- Jason Finn - batteria
- Fysah Thomas - voce in "Deleter"
- Marco Hoyt - seconda voce in "Poor Turtle"
- The Love Lights Horn Section - in "Sharpen Up Those Fangs", "Ghosts Are Everywhere" e "Deleter"
- Jerimiah Austin - tromba
- Sarah Jerns - tromba
- Diana o Dizard - sax baritono
- Martin Feveyear - missaggio